# Ginástica rítmica nos Jogos Pan-Americanos de 2019 - Bola
A competição de bola foi um dos eventos da ginástica rítmica nos Jogos Pan-Americanos de 2019. Foi disputada no Polideportivo Villa El Salvador no dia 4 de agosto. 

## Calendário
Horário local (UTC-5).
| Data        | Horário | Fase         |
| ----------- | ------- | ------------ |
| 2 de agosto | 13:00   | Qualificação |
| 4 de agosto | 16:35   | Final        |

## Medalhistas
| Ouro   | USA Evita Griskenas  |
| Prata  | CAN Katherine Uchida |
| Bronze | USA Camilla Feeley   |

## Resultados

### Qualificação
| Pos. | Ginasta                 |        | Notas |
| ---- | ----------------------- | ------ | ----- |
| 1    | USA Evita Griskenas     | 19.925 | Q     |
| 2    | CAN Katherine Uchida    | 18.400 | Q     |
| 3    | USA Camilla Feeeley     | 18.300 | Q     |
| 4    | COL Oriana Viñas        | 16.500 | Q     |
| 5    | CAN Natalie Garcia      | 16.150 | Q     |
| 6    | COL Lina Dussan         | 16.150 | Q     |
| 7    | BRA Bárbara Domingos    | 15.650 | Q     |
| 8    | ARG Celeste D'Arcangelo | 15.600 | Q     |
| 9    | ARG Sol Fainberg        | 14.950 | R     |
| 10   | VEN Grisbel Lopez       | 14.700 | R     |

### Final
| Pos.              | Ginasta                 |        | Notas |
| ----------------- | ----------------------- | ------ | ----- |
| Medalha de ouro   | USA Evita Griskenas     | 18.900 |       |
| Medalha de prata  | CAN Katherine Uchida    | 18.150 |       |
| Medalha de bronze | USA Camilla Feeley      | 17.900 |       |
| 4                 | BRA Bárbara Domingos    | 17.200 |       |
| 5                 | COL Lina Dussan         | 16.400 |       |
| 6                 | CAN Natalie Garcia      | 15.300 |       |
| 7                 | COL Oriana Viñas        | 14.900 |       |
| 8                 | ARG Celeste D'Arcangelo | 13.850 |       |